# 코파 델 레이 2019-20
코파 델 레이 2019-20(스페인어: Copa del Rey de Fútbol 2019-20)은 코파 델 레이의 116번째 시즌이다. 본래 계획대로라면 우승 구단은 유로파리그 조별 리그 진출권을 확보할 예정이었으나, 전례 없는 스페인의 코로나19 범유행으로 인해 결승에 진출한 두 구단(아틀레틱 빌바오와 레알 소시에다드)가 결승전 연기를 주장하면서 컵대회 우승 진출 자리는 공석이 되었다. 두 구단 모두 수페르코파 데 에스파냐 참가권을 획득했다.
전 시즌 우승을 거둔 발렌시아는 그라나다와의 8강전에서 패해 탈락했다. 레알 소시에다드는 결승전에서 같은 연고지의 경쟁 구단인 아틀레틱 빌바오를 1-0으로 이기고 우승하면서 통산 3번째 우승이자, 1987년 대회 이래 첫 우승으로 34년의 무관 시대에 종지부를 찍었다.
스페인 전국의 시간은 2019년 10월 27일부터 2020년 3월 28일까지는 CET(UTC+01:00)을 기준으로, 나머지는 CEST(UTC+02:00)을 기준으로 되어 있다.

## 일정과 형식
2019년 4월 29일, 스페인 왕립 축구 연맹에서 대회 개편안이 통과되었는데, 참가 구단 수를 125개로 늘리고 준결승전을 제외한 모든 단계를 단판 승부로 바꾸었다.
이 대회 16강을 기점으로 비디오 판독심을 도입했다.
스페인 왕립 축구 연맹은 2019년 7월 31일에 대회 일정을 발표했다.
| 단계     | 추첨 날짜        | 경기 날짜                      | 편성 쌍 수 | 구단 수   | 상세 정보 |
| -------- | ---------------- | ------------------------------ | ---------- | --------- | --- |
| 예선     | 2019년 10월 17일 | 2019년 11월 13일               | 10         | 121 → 111 | 합류: 2018-19 5부 자격으로 참가. 상대 시드: 구단들은 지역 조건에 따라 맞대결 성사. 지역 시드: 추첨에 따라 결정. 토너먼트전 형식: 단판 승부 |
| 1라운드  | 2019년 11월 17일 | 2019년 12월 18일               | 55         | 111 → 56  | 합류: 수페르코파 데 에스파냐 참가 4개 구단을 제외한 모든 본선 진출 구단. 상대 시드: 라 리가 소속 구단들은 최하부 리그 구단 상대. 나머지 4개 구단은 세군다 디비시온 B 소속 구단 상대. 1개 구단은 부전승으로 다음 라운드 진출. 지역 시드: 하부 리그 구단의 안방에서 경기 진행. 토너먼트전 형식: 단판 승부. |
| 2라운드  | 2019년 12월 20일 | 2020년 1월 12일                | 28         | 56 → 28   | 상대 시드: 라 리가 소속 구단들은 최하부 리그 구단 상대. 지역 시드: 하부 리그 구단의 안방에서 경기 진행. 토너먼트전 형식: 단판 승부 |
| 32강전   | 2020년 1월 14일  | 2020년 1월 22일                | 16         | 32 → 16   | 합류: 수페르코파 데 에스파냐 참가 4개 구단 상대 시드: 라 리가 소속 구단들은 최하부 리그 구단 상대. 지역 시드: 하부 리그 구단의 안방에서 경기 진행. 토너먼트전 형식: 단판 승부 |
| 16강전   | 2020년 1월 24일  | 2020년 1월 29일                | 8          | 16 → 8    | 상대 시드: 라 리가 소속 구단들은 최하부 리그 구단 상대. 지역 시드: 하부 리그 구단의 안방에서 경기 진행. 토너먼트전 형식: 단판 승부 |
| 8강전    | 2020년 1월 31일  | 2020년 2월 5일                 | 4          | 8 → 4     | 상대 시드: 추첨에 따라 결정. 지역 시드: 하부 리그 구단의 안방에서 경기 진행. 토너먼트전 형식: 단판 승부 |
| 준결승전 | 2020년 2월 7일   | 2020년 2월 12일                | 2          | 4 → 2     | 상대 시드: 추첨에 따라 결정. 지역 시드: 추첨에 따라 결정. 토너먼트전 형식: 1·2차전. |
| 준결승전 | 2020년 2월 7일   | 2020년 3월 4일                 | 2          | 4 → 2     | 상대 시드: 추첨에 따라 결정. 지역 시드: 추첨에 따라 결정. 토너먼트전 형식: 1·2차전. |
| 결승전   |                  | 2020년 4월 18일 2021년 4월 3일 | 1          | 2 → 1     | 세비야의 라 카르투하에서 단판 승부. 결승 진출 구단은 수페르코파 데 에스파냐 진출권 확보. |

참고
- 1·2차전 형식에서는 원정 다득점 원칙 적용, 단판 승부 경기에서는 미적용
- 동률로 끝난 경기는 연장전에 돌입. 이후에도 동률인 경우 승부차기로 다음 단계 진출 구단 결정
- 스페인의 코로나19 범유행에 따라 결승전이 연기되었다; 결승전 진출 구단(아틀레틱 빌바오와 레알 소시에다드)는 범유행이 잦아들기 전까지 연기하여 관중 앞에서 경기를 할 수 있도록 합의를 보게 되었고, 그에 따라 UEFA 등록 마감일을 준수하지 못하게 되었다. 그에 따라 유로파리그 진출권은 모두 라 리가 성적에 따라 결정되었다.

## 참가 구단
다음 구단들이 2019-20 시즌 코파 델 레이에 참가했다. 2군 구단들은 제외되었다.
| 라 리가 2018-19 시즌의 20개 구단 | 세군다 디비시온 2018-19 시즌의 21개 구단 | 세군다 디비시온 B 2018-19 시즌에 가장 좋은 성적을 낸 2군 제외 7개 구단 | 테르세라 디비시온 2군이 아닌 2018-19 시즌 18개조 최상위 구단 18개 구단, 그 외에 2군을 제외하고 준우승을 차지한 상위 14개 구단 | 코파 페데라시온 2018-19 시즌 준결승 진출 4개 구단 | 지역 리그 5부 리그 20개조 2018-19 시즌 우승 구단 |
| - 알라베스 - 아틀레틱 빌바오 - 아틀레티코 마드리드 - 바르셀로나 - 베티스 - 셀타 비고 - 에이바르 - 에스파뇰 - 헤타페 - 지로나 - 우에스카 - 레가네스 - 레반테 - 라요 바예카노 - 레알 마드리드 - 레알 소시에다드 - 세비야 - 발렌시아 - 바야돌리드 - 비야레알 | - 알바세테 - 알코르콘 - 알메리아 - 카디스 - 코르도바 - 데포르티보 - 엘체 - 엑스트레마두라 - 짐나스틱 - 그라나다 - 라스 팔마스 - 루고 - 말라가 - 마요르카 - 누만시아 - 오사수나 - 오비에도 - 라요 마하다온다 - 스포르팅 히혼 - 테네리페 - 사라고사 | - 아모레비에타 - 아틀레티코 발레아레스 - 바달로나 - 바다호스 - 바라칼도 - 카르타헤나 - 코르넬랴 - 쿨투랄 레오네사 - 에브로 - 푸엔라브라다 - 구이후엘로 - 에르쿨레스 - 이비사 - 랑그레오 - 레이오아 - 례이다 에스포르티우 - 바르베야 - 멜리야 - 미란데스 - 올로트 - 폰페라디나 - 폰테베드라 - 라싱 산탄데르 - 레크레아티보 - 산 세바스티안 데 로스 레예스 - UCAM 무르시아 - 로그로녜스 (UD) - 우니오니스타스 | - 베르간티뇨스 - 카세레뇨 - 세우타 - 에스코베도 - 힘나스티카 세고비아나 - 아로 - 이유에카 - 하엔 - 로스피탈레트 - 라 누시아 - 라레도 - 라스 로사스 - 레알타드 - 리나레스 - 랴고스테라 - 로르카 데포르티바 - 마리노 루앙코 - 멘사헤로 - 메리다 - 오리우엘라 - 페냐 데포르티바 - 페냐 스포르트 - 포르투갈레테 - 라싱 페롤 - 로그로녜스 (SD) - 세스타오 - 소쿠에야모스 - 타마라세이테 - 타라소나 - 비야루비아 - 예클라노 - 사모라 | - 카스테욘 - 코루초 - 무르시아 - 투델라노         | - 안도라 - 안드라츠 - 아틀레티코 안토니아노 - 아틀레티코 포르쿠나 - 바르케레뇨 - 베세릴 - 코미야스 - 엘 알라모 - 엘 팔마르 - 프라가 - 그란 타라할 - 인테르시티 - 로본 - 멜리야 데포르티보 - 페드로녜라스 - 페냐 아사그레사 - 폰테야스 - 라몬 이 카할 - 톨로사 - 우라카 |

1. ↑  레우스는 대회에서 퇴출.[7]
2. 1 2 3 4  아틀레티코 마드리드, 바르셀로나, 레알 마드리드, 그리고 발렌시아는 수페르코파 데 에스파냐를 참가함에 따라 32강전부터 대회에 합류했다.
3. ↑  전 시즌 우승 구단

## 예선 라운드

### 추첨
예선 라운드 참가 구단들은 지역 조건에 따라 4개 조로 분류되었다.
| 1조                                               | 2조                                    | 3조                                                                                     | 4조                                           |
| ------------------------------------------------- | -------------------------------------- | --------------------------------------------------------------------------------------- | --------------------------------------------- |
| 바르케레뇨 베세릴 코미야스 폰테야스 톨로사 우라카 | 안도라 안드라츠 프라가 페냐 아사그레사 | 아틀레티코 안토니아노 아틀레티코 포르쿠나 엘 팔마르 로본 멜리야 데포르티보 라몬 이 카할 | 엘 알라모 그란 타라할 인테르시티 페드로녜라스 |

### 경기 결과
| 2019년 11월 13일 | 톨로사 (4)   | 1–0    | 폰테야스 (4) | 톨로사                                     |  |  |
| 19:00 CET        | 엘로르사 62′ | 리포트 |              | 경기장: 베라수비 심판: 파스토르 페르난데스 |  |  |
|                  |              |        |              |                                            |  |  |

| 2019년 11월 13일 | 베세릴 (4) | 1–0    | 우라카 (4) | 베세릴 데 캄포스                                             |  |  |
| 19:00 CET        | 멜레로 30′ | 리포트 |            | 경기장: 마리아노 아로 관중 수: 1,500 심판: 페레이라 페레이로 |  |  |
|                  |            |        |            |                                                              |  |  |

| 2019년 11월 13일 | 안도라 (3)                                      | 3–0    | 안드라츠 (4) | 엥캄                                                     |  |  |
| 19:00 CET        | 알렉스 파촌 3′ · 루벤 보베르 28′ · 빌라노바 81′ | 리포트 |              | 경기장: 프라다 데 몰레스 관중 수: 500 심판: 데 에나 오프 |  |  |
|                  |                                                 |        |              |                                                          |  |  |

| 2019년 11월 13일                             | 코미야스 (4) | 1–1 (연) (3–2 승부차기)                    | 바르케레뇨 (4) | 로그로뇨                                |  |  |
| 20:00 CET                                    | 하드라케 5′  | 리포트                                     | 이냐키 27′     | 경기장: 문디알 82 심판: 페레스 가르시아 |  |  |
|                                              |              | 승부차기                                   |                |                                         |  |  |
| 무니스 · 루비오 · 아드리안 · 알베르토 · 에두 |              | 보르티 · 라울 · 루초 · 치키 · 크리스토페르 |                |                                         |  |  |
|                                              |              |                                            |                |                                         |  |  |

| 2019년 11월 13일 | 프라가 (4) | 0–1    | 페냐 아사그레사 (4) | 프라가                                                 |  |  |
| 20:30 CET        |            | 리포트 | 무루가렌 70′        | 경기장: 라 에스타카다 관중 수: 1,500 심판: 마시프 비달 |  |  |
|                  |            |        |                     |                                                        |  |  |

| 2019년 11월 13일 | 멜리야 데포르티보 (4) | 1–0 (연) | 로본 (5) | 멜리야                                                   |  |  |
| 20:30 CET        | 다비드 바스케스 100′  | 리포트   |          | 경기장: 라 에스피게라 관중 수: 1,000 심판: 두란 가르시아 |  |  |
|                  |                       |          |          |                                                          |  |  |

| 2019년 11월 13일 | 아틀레티코 안토니아노 (4) | 2–0    | 아틀레티코 포르쿠나 (4) | 레브리하                                                 |  |  |
| 21:00 CET        | 알베르토 12′ · 페펠루 24′ | 리포트 |                         | 경기장: 시립 경기장 관중 수: 2,000 심판: 모랄레스 벨리스 |  |  |
|                  |                           |        |                         |                                                          |  |  |

| 2019년 11월 13일 | 라몬 이 카할 (5) | 1–2    | 엘 팔마르 (4)                       | 세우타                                                 |  |  |
| 21:00 CET        | 다리오 50′       | 리포트 | 사보리도 7′ · 살리나스 29′ (페널티) | 경기장: 알폰소 무루베 관중 수: 1,500 심판: 바카 누녜스 |  |  |
|                  |                  |        |                                     |                                                        |  |  |

| 2019년 11월 13일 | 엘 알라모 (4)             | 2–1    | 페드로녜라스 (4)        | 엘 알라모                                                  |  |  |
| 21:00 CET        | 마타스 37′ · 플로레스 77′ | 리포트 | 에스피노사 17′ (페널티) | 경기장: 파쿤도 리바스 관중 수: 2,000 심판: 산체스 인기두아 |  |  |
|                  |                           |        |                         |                                                            |  |  |

| 2019년 11월 13일 | 인테르시티 (4)                      | 3–0    | 그란 타라할 (4) | 산트 주안 달라칸트                                             |  |  |
| 21:00 CET        | 호르단 10′ · 다비드 토레스 27′, 63′ | 리포트 |                 | 경기장: 시립 종합경기장 관중 수: 2,000 심판: 이바녜스 후아레스 |  |  |
|                  |                                     |        |                 |                                                                |  |  |

## 1라운드
1라운드에는 수페르코파 데 에스파냐에 참가하는 4개 구단을 제외한 모든 구단이 합류했으며, 추첨에 따라 상대가 결정되었는데, 예선을 통과한 10개 구단은 라 리가 구단들과 맞대결을 펼치게 되었다. 남은 6개 구단과 세군다 디비시온 구단들은 코파 페데라시온 준결승 진출 4개 구단들과 [[테르세라 디비시온 2019-20|테르세라 디비시온 소속 21개 구단, 세군다 디비시온 B에 소속된 3개 구단들과 편성되었다. 그리고 남은 세군다 디비시온 B 구단들은 맞대결을 펼치게 되었고, 이 중 남은 한 구단이 부전승으로 다음 라운드에 진출했다. 같은 리그에 소속된 구단들 간의 맞대결의 경우 안방 경기를 치를 자격은 추첨 순서에 따라 결정되었고, 소속 리그가 다른 경우 하부 리그 소속 구단의 안방에서 경기가 진행되었다. 2019년 12월 17일부터 19일까지 총 111개 구단이 참가해 도합 55경기를 펼쳤다.

### 추첨
참가 구단들은 예선 라운드에 참가하여 1포트에 배정된 안도라를 제외하고 2019-20 시즌에 참가하는 리그에 따라 5개 포트로 나뉘었다.
| 1포트 예선 라운드 승자 10개 구단                                                                                     | 2포트 라 리가 16개 구단 | 3포트 테르세라 디비시온 21개 구단 및 코파 페데라시온 준결승 진출 4개 구단 | 4포트 세군다 디비시온 20개 구단 | 5포트 세군다 디비시온 B 38개 구단 |
| 안도라 아틀레티코 안토니아노 베세릴 코미야스 엘 알라모 엘 팔마르 인테르시티 멜리야 데포르티보 페냐 아사그레사 톨로사 | 알라베스 아틀레틱 빌바오 셀타 비고 에이바르 에스파뇰 헤타페 그라나다 레가네스 레반테 마요르카 오사수나 베티스 레알 소시에다드 세비야 바야돌리드 비야레알 | 베르간티뇨스 카세레뇨 카스테욘 세우타 코루초 에스코베도 힘나스티카 세고비아나 이유에카 하엔 로스피탈레트 라레도 레알타드 리나레스 로르카 데포르티바 멘사헤로 무르시아 페냐 스포르트 포르투갈레테 로그로녜스 (SD) 세스타오 소쿠에야모스 타마라세이테 타라소나 투델라노 사모라 | 알바세테 알코르콘 알메리아 카디스 데포르티보 엘체 엑스트레마두라 푸엔라브라다 지로나 우에스카 라스 팔마스 루고 말라가 미란데스 누만시아 폰페라디나 라싱 산탄데르 라요 바예카노 오비에도 스포르팅 히혼 테네리페 사라고사 | 아모레비에타 아틀레티코 발레아레스 바다호스 바달로나 바라칼도 카르타헤나 코르도바 코르넬랴 쿨투랄 레오네사 에브로 짐나스틱 구이후엘로 아로 에르쿨레스 이비사 라 누시아 랑그레오 라스 로사스 레이오아 랴고스테라 례이다 에스포르티우 바르베야 마리노 루앙코 멜리야 메리다 올로트 오리우엘라 페냐 데포르티바 폰테베드라 라싱 페롤 라요 마하다온다 레크레아티보 산 세바스티안 데 로스 레예스 UCAM 무르시아 로그로녜스 (UD) 우니오니스타스 비야루비아 예클라노 |

### 경기 결과
예클라노는 부전승으로 다음 라운드에 진출했다.
| 2019년 12월 11일 | 로그로녜스 (UD) (3)   | 2–1    | 마리노 루앙코 (3) | 로그로뇨                                                  |  |  |
| 19:00            | 안디 44′ · 이냐키 67′ | 리포트 | 미카 90′          | 경기장: 라스 가우나스 관중 수: 2,734 심판: 폴 고디아 솔레 |  |  |
|                  |                       |        |                   |                                                           |  |  |

| 2019년 12월 17일 | 레알타드 (4) | 0–1    | 카디스 (2) | 비야비시오사                                                              |  |  |
| 15:30            |              | 리포트 | 케롤 75′   | 경기장: 레스 칼레예스 관중 수: 900 심판: 하비에르 이글레시아스 비야누에바 |  |  |
|                  |              |        |            |                                                                           |  |  |

| 2019년 12월 17일 | 코루초 (3)                                                | 4–5 (연) | 미란데스 (2)                                                                              | 비고                                                           |  |  |
| 16:00            | 알 와타니 6′ · 실바 20′ (페널티) · 아뇬 68′, 71′ (페널티) | 리포트   | 마테우스 7′ · 비센테 18′ · S. 곤살레스 53′ · 알바로 레이 90+2′ (페널티) · 메르켈란스 119′ | 경기장: 오 바오 관중 수: 1,500 심판: 호세 안토니오 로페스 토카 |  |  |
|                  |                                                           |          |                                                                                           |                                                                |  |  |

| 2019년 12월 17일 | 하엔 (4)                                 | 3–1    | 알라베스 (1) | 하엔                                                                   |  |  |
| 19:00            | 오카냐 14′ · 마르틴 84′ · 에르난데스 90′ | 리포트 | 폰스 86′     | 경기장: 라 빅토리아 관중 수: 4,000 심판: 호세 마리아 산체스 마르티네스 |  |  |
|                  |                                          |        |              |                                                                        |  |  |

| 2019년 12월 17일 | 로그로녜스 (SD) (4) | 0–5    | 에이바르 (1)                                  | 로그로뇨                                                                  |  |  |
| 19:00            |                     | 리포트 | 데 블라시스 57′, 62′, 70′ · 샤를리스 83′, 87′ | 경기장: 라스 가우나스 관중 수: 2,500 심판: 차비에르 에스트라다 페르난데스 |  |  |
|                  |                     |        |                                               |                                                                           |  |  |

| 2019년 12월 17일 | 로스피탈레트 (4)          | 2–3 (연) | 그라나다 (1)                          | 로스피탈레트 데 료브레가트                                               |  |  |
| 19:00            | 리폴 12′ · 마르티네스 44′ | 리포트   | 라모스 52′ (페널티), 96′ · 솔다도 79′ | 경기장: 라 페이차 랴르가 관중 수: 2,000 심판: 기예르모 콰드라 페르난데스 |  |  |
|                  |                           |          |                                       |                                                                          |  |  |

| 2019년 12월 17일 | 이유에카 (4) | 0–2    | 데포르티보 (2)               | 이유에카                                                      |  |  |
| 19:00            |              | 리포트 | 롱고 85′ (페널티) · 코네 86′ | 경기장: 파파 루나 관중 수: 2,000 심판: 고르카 사게스 오스코스 |  |  |
|                  |              |        |                              |                                                               |  |  |

| 2019년 12월 17일 | 랑그레오 (3)                             | 2–3    | 에브로 (3)                                      | 랑그레오                                               |  |  |
| 19:30            | 크리스티안 61′ · 팔로마레스 67′ (자책골) | 리포트 | 루비오 15′ (페널티) · 가르시아 82′ · 에마나 86′ | 경기장: 간사발 관중 수: 712 심판: 곤살로 사이스 페레스 |  |  |
|                  |                                          |        |                                                 |                                                        |  |  |

| 2019년 12월 17일 | 바르베야 (3)                  | 2–1    | 구이후엘로 (3) | 마르베야                                                        |  |  |
| 19:30            | D. 페레스 54′ · E. 페레스 89′ | 리포트 | 무뇨스 30′     | 경기장: 시립 경기장 관중 수: 4,000 심판: 안토니오 산체스 산체스 |  |  |
|                  |                               |        |                |                                                                 |  |  |

| 2019년 12월 17일 | 카스테욘 (3) | 0–2    | 라스 팔마스 (2)                | 카스테욘 데 라 플라나                                        |  |  |
| 20:00            |              | 리포트 | J. 페르난데스 72′ · 마이켈 75′ | 경기장: 카스탈리아 관중 수: 9,700 심판: 루벤 아발로스 바레라 |  |  |
|                  |              |        |                                |                                                              |  |  |

| 2019년 12월 17일 | 카세레뇨 (4) | 1–0    | 알코르콘 (2) | 카세레스                                                                  |  |  |
| 20:00            | 구스타보 50′ | 리포트 |              | 경기장: 프린시페 펠리페 관중 수: 2,362 심판: 올리베르 데 라 푸엔테 라모스 |  |  |
|                  |              |        |              |                                                                           |  |  |

| 2019년 12월 17일 | 소쿠에야모스 (4) | 0–1    | 사라고사 (2)     | 소쿠에야모스                                                          |  |  |
| 20:00            |                  | 리포트 | 파푸나슈빌리 35′ | 경기장: 파키토 히메네스 관중 수: 2,500 심판: 호르헤 피게로아 바스케스 |  |  |
|                  |                  |        |                  |                                                                       |  |  |

| 2019년 12월 17일 | 포르투갈레테 (4) | 1–0    | 엑스트레마두라 (2) | 포르투갈레테                                                       |  |  |
| 20:00            | 구에메스 68′     | 리포트 |                    | 경기장: 라 플로리다 관중 수: 2,700 심판: 후안 루이스 풀리도 산타나 |  |  |
|                  |                  |        |                    |                                                                    |  |  |

| 2019년 12월 17일 | 페냐 스포르트 (4) | 0–1 (연) | 푸엔라브라다 (2) | 타파야                                                        |  |  |
| 20:00            |                   | 리포트   | 엑토르 119′      | 경기장: 산 프란시스코 관중 수: 800 심판: 이냐키 비칸디 가리도 |  |  |
|                  |                   |          |                  |                                                               |  |  |

| 2019년 12월 17일 | 타라소나 (4) | 0–1 (연장전) | 라요 바예카노 (2) | 타라소나                                                            |  |  |
| 20:15            |              | 리포트       | 오스카르 120+2′   | 경기장: 시립 경기장 관중 수: 2,200 심판: 이오수 갈레크 아페스테기아 |  |  |
|                  |              |              |                   |                                                                     |  |  |

| 2019년 12월 17일 | 힘나스티카 세고비아나 (4) | 0–2    | 엘체 (2)                       | 세고비야                                                                      |  |  |
| 20:30            |                           | 리포트 | 무라드 34′ · 미야 81′ (페널티) | 경기장: 라 알부에라 관중 수: 1,816 심판: 이시드로 디아스 데 메라 에스쿠데로스 |  |  |
|                  |                           |        |                                |                                                                               |  |  |

| 2019년 12월 17일 | 사모라 (4)                 | 2–1    | 스포르팅 히혼 (2) | 사모라                                                                  |  |  |
| 20:30            | 가르시아 36′ (페널티), 83′ | 리포트 | 세로 89′          | 경기장: 루타 데 라 플라타 관중 수: 1,400 심판: 알레한드로 무니스 루이스 |  |  |
|                  |                            |        |                   |                                                                         |  |  |

| 2019년 12월 17일 | 에스코베도 (4)          | 2–0    | 말라가 (2) | 카마르고                                                                   |  |  |
| 20:30            | 라미로 52′ · 달리송 84′ | 리포트 |            | 경기장: 에우세비오 아르세 관중 수: 1,800 심판: 혼 안데르 곤살레스 에스테반 |  |  |
|                  |                         |        |            |                                                                            |  |  |

| 2019년 12월 17일 | 우니오니스타스 (3) | 1–0    | 아틀레티코 발레아레스 (3) | 비야레스 데 라 레이나                                                      |  |  |
| 20:30            | 나바스 19′         | 리포트 |                           | 경기장: 피스타스 델 엘망티코 관중 수: 1,873 심판: 파블로 페르난데스 페레스 |  |  |
|                  |                    |        |                           |                                                                            |  |  |

| 2019년 12월 17일 | 에르쿨레스 (3) | 0–1    | 레크레아티보 (3) | 알리칸테                                                           |  |  |
| 20:45            |                | 리포트 | D. 히메네스 31′  | 경기장: 호세 리코 페레스 관중 수: 1,000 심판: 알바로 바론 아세이톤 |  |  |
|                  |                |        |                  |                                                                    |  |  |

| 2019년 12월 17일 | 인테르시티 (4) | 0–3    | 아틀레틱 빌바오 (1)                          | 엘체                                                                   |  |  |
| 21:00            |                | 리포트 | 이바이 1′ · 베냐트 53′ · 코드로 87′ (페널티) | 경기장: 마르티네스 발레로 관중 수: 4,971 심판: 카를로스 델 세로 그란데 |  |  |
|                  |                |        |                                              |                                                                        |  |  |

| 2019년 12월 17일                                                          | 안도라 (3) | 1–1 (연) (5–6 승부차기)                                                     | 레가네스 (1) | 엥캄                                                               |  |  |
| 21:00                                                                     | 케이타 25′ | 리포트                                                                      | 카리요 63′   | 경기장: 프라다 데 몰레스 관중 수: 600 심판: 산티아고 하이메 라트레 |  |  |
|                                                                           |            | 승부차기                                                                    |              |                                                                    |  |  |
| 팔랑카 · 고우혼 · 로우레이로 · 카사데수스 · 시디베 · 라이 · 케이타 · 도트 |            | 카리요 · 바렐라 · 루이발 · 모우리드 · 플로메르 · 아빌레스 · 타린 · 아와지엠 |              |                                                                    |  |  |
|                                                                           |            |                                                                             |              |                                                                    |  |  |

| 2019년 12월 17일                        | 세우타 (4) | 1–1 (연) (3–2 승부차기)                           | 누만시아 (2) | 세우타                                                                 |  |  |
| 21:00                                   | 폴라코 76′ | 리포트                                            | 네스토르 47′ | 경기장: 알폰소 무루베 관중 수: 1,500 심판: 루이스 마리오 미야 알벤디스 |  |  |
|                                         |            | 승부차기                                          |              |                                                                        |  |  |
| 라미레스 · 산체스 · 이스마엘 · 카스트로 |            | 기예르모 · 마테우 · 솔라 · 구스 레데스 · 네스토르 |              |                                                                        |  |  |
|                                         |            |                                                   |              |                                                                        |  |  |

| 2019년 12월 17일 | 무르시아 (3) | 1–0    | 라싱 산탄데르 (2) | 무르시아                                                            |  |  |
| 21:00            | 후안마 7′    | 리포트 |                   | 경기장: 누에바 콘도미나 관중 수: 4,874 심판: 산티아고 바론 아세이톤 |  |  |
|                  |              |        |                   |                                                                     |  |  |

| 2019년 12월 17일 | 카르타헤나 (3)                                      | 4–1    | 레이오아 (3) | 카르타헤나                                                     |  |  |
| 21:00            | 요바노비치 14′, 28′ · 아라우호 34′ · 포르니에스 56′ | 리포트 | 유레바소 89′ | 경기장: 카르타고노바 관중 수: 4,000 심판: 루이스 코야도 로페스 |  |  |
|                  |                                                     |        |              |                                                                |  |  |

| 2019년 12월 17일 | 멘사헤로 (4) | 0–3    | 테네리페 (2)                | 산타 크루스 데 라 팔마                                                     |  |  |
| 21:30            |              | 리포트 | 파디야 6′ · 나랑호 37′, 83′ | 경기장: 로센도 에르난데스 관중 수: 1,090 심판: 미겔 앙헬 오르티스 아리아스 |  |  |
|                  |              |        |                             |                                                                            |  |  |

| 2019년 12월 18일 | 산 세바스티안 데 로스 레예스 (3) | 2–0    | 코르도바 (3) | 산 세바스티안 데 로스 레예스                                      |  |  |
| 17:30            | 훌리오 41′ · 루이스 69′          | 리포트 |              | 경기장: 마타피뇨네라 관중 수: 400 심판: 다비드 헤수스 핀토 에레라 |  |  |
|                  |                                  |        |              |                                                                   |  |  |

| 2019년 12월 18일 | 엘 팔마르 (4)         | 1–2    | 헤타페 (1)                     | 무르시아                                                                 |  |  |
| 18:00            | 에체이타 25′ (자책골) | 리포트 | 앙헬 63′ · 몰리나 70′ (페널티) | 경기장: 누에바 콘도미나 관중 수: 3,000 심판: 호세 루이스 무누에라 몬테로 |  |  |
|                  |                       |        |                                |                                                                          |  |  |

| 2019년 12월 18일 | 코미야스 (4) | 0–5    | 비야레알 (1)                                   | 로그로뇨                                                                    |  |  |
| 18:00            |              | 리포트 | 수아레스 31′ · 바카 34′, 75′, 84′ · 카솔라 77′ | 경기장: 라스 가우나스 관중 수: 4,000 심판: 에두아르도 프리에토 이글레시아스 |  |  |
|                  |              |        |                                                |                                                                             |  |  |

| 2019년 12월 18일 | 톨로사 (4) | 0–3    | 바야돌리드 (1)             | 톨로사                                                       |  |  |
| 18:00            |            | 리포트 | 위날 21′ · 아과도 57′, 65′ | 경기장: 베라수비 관중 수: 2,000 심판: 아드리안 코르데로 베가 |  |  |
|                  |            |        |                            |                                                              |  |  |

| 2019년 12월 18일 | 엘 알라모 (4) | 0–1    | 마요르카 (1)     | 엘 알라모                                                         |  |  |
| 18:00            |               | 리포트 | 알레그리아 90+3′ | 경기장: 파쿤도 리바스 관중 수: 2,200 심판: 다비드 메디에 히메네스 |  |  |
|                  |               |        |                  |                                                                   |  |  |

| 2019년 12월 18일 | 투델라노 (3) | 0–1    | 알바세테 (2) | 투델라                                                               |  |  |
| 18:00            |              | 리포트 | 오헤다 40′   | 경기장: 시우다드 데 투델라 관중 수: 2,000 심판: 다니엘 오콘 아라이스 |  |  |
|                  |              |        |              |                                                                      |  |  |

| 2019년 12월 18일 | 베르간티뇨스 (4) | 0–1    | 세비야 (1) | 라 코루냐                                                        |  |  |
| 18:00            |                  | 리포트 | 쿤데 16′   | 경기장: 리아소르 관중 수: 3,677 심판: 파블로 곤살레스 푸에르테스 |  |  |
|                  |                  |        |            |                                                                  |  |  |

| 2019년 12월 18일 | 바달로나 (3)                          | 3–1    | 오비에도 (2)   | 바달로나                                                               |  |  |
| 18:00            | 에스테반 21′ · 크리스 몬테스 55′, 69′ | 리포트 | 이브라이마 52′ | 경기장: 시립 경기장 관중 수: 635 심판: 다니엘 헤수스 트루히요 수아레스 |  |  |
|                  |                                       |        |                |                                                                        |  |  |

| 2019년 12월 18일 | 멜리야 (3) | 1–2    | UCAM 무르시아 (3)        | 멜리야                                                                |  |  |
| 18:00            | 마위 60′   | 리포트 | 바르보사 3′ · 후스토 40′ | 경기장: 알바레스 클라로 관중 수: 500 심판: 알레한드로 루이스 아길레라 |  |  |
|                  |            |        |                          |                                                                       |  |  |

| 2019년 12월 18일                                            | 세스타오 (4) | 1–1 (연) (6–5 승부차기)                                          | 루고 (2)     | 세스타오                                                        |  |  |
| 20:00                                                       | 레안드로 37′ | 리포트                                                           | 에레라 90+2′ | 경기장: 라스 야나스 관중 수: 3,000 심판: 빅토르 아레세스 프랑코 |  |  |
|                                                             |              | 승부차기                                                         |              |                                                                 |  |  |
| 가고 · 마르틴 · 수말라카레기 · 우이도브로 · 비야르 · 알론소 |              | 바레이로 · 에레라 · 모라이스 · 로페스 · 호세 카를로스 · 레베덴코 |              |                                                                 |  |  |
|                                                             |              |                                                                  |              |                                                                 |  |  |

| 2019년 12월 18일                               | 바라칼도 (3) | 0–0 (연) (5–3 승부차기)             | 비야루비아 (3) | 바라칼도                                                   |  |  |
| 20:15                                          |              | 리포트                              |                | 경기장: 라세사레 관중 수: 800 심판: 미겔 세스마 에스피노사 |  |  |
|                                                |              | 승부차기                            |                |                                                            |  |  |
| 갈란 · 엑토르 · 아드리안 · 로페스 · 올라이솔라 |              | 코페테 · 그리요 · 디아스 · 히메네스 |                |                                                            |  |  |
|                                                |              |                                     |                |                                                            |  |  |

| 2019년 12월 19일 | 멜리야 데포르티보 (4) | 0–5    | 레반테 (1)                                                   | 멜리야                                                                |  |  |
| 19:00            |                       | 리포트 | 코케 9′, 12′ · 마요랄 20′ · 헤르나니 55′ · 세르히오 레온 84′ | 경기장: 알바레스 클라로 관중 수: 3,000 심판: 하비에르 알베롤라 로하스 |  |  |
|                  |                       |        |                                                              |                                                                       |  |  |

| 2019년 12월 19일 | 페냐 아사그레사 (4) | 0–2    | 셀타 비고 (1)         | 칼라오라                                                    |  |  |
| 19:00            |                     | 리포트 | 에르난데스 45+1′, 69′ | 경기장: 라 플라니야 관중 수: 4,000 심판: 세사르 소토 그라도 |  |  |
|                  |                     |        |                       |                                                             |  |  |

| 2019년 12월 19일 | 아틀레티코 안토니아노 (4) | 0–4    | 베티스 (1)                                                   | 세비야                                                         |  |  |
| 19:00            |                           | 리포트 | 테요 14′ (페널티) · 카프툼 25′ · 라이네스 52′ · 멜렌데스 80′ | 경기장: 베니토 비야마린 관중 수: 12,223 심판: 헤수스 힐 만사노 |  |  |
|                  |                           |        |                                                              |                                                                |  |  |

| 2019년 12월 19일 | 례이다 에스포르티우 (3) | 0–2    | 에스파뇰 (1) | 례이다                                                            |  |  |
| 19:00            |                         | 리포트 | 우 53′, 90′  | 경기장: 캄 데스포르츠 관중 수: 3,000 심판: 안토니오 마테우 라오스 |  |  |
|                  |                         |        |              |                                                                   |  |  |

| 2019년 12월 19일 | 페냐 데포르티바 (3) | 0–1 (연) | 폰페라디나 (2) | 산타 에울라리아 데스 리우                                   |  |  |
| 19:00            |                     | 리포트   | 카체 96′       | 경기장: 시립 경기장 관중 수: 1,000 심판: 사울 아이스 레이그 |  |  |
|                  |                     |          |                |                                                             |  |  |

| 2019년 12월 19일 | 쿨투랄 레오네사 (3)                             | 3–0    | 라스 로사스 (3) | 레온                                                                 |  |  |
| 19:00            | 베니토 31′ (페널티) · 갈반 54′ · 카스타녜다 76′ | 리포트 |                 | 경기장: 레이노 데 레온 관중 수: 2,516 심판: 알베르토 고메스 라메이로 |  |  |
|                  |                                                 |        |                 |                                                                      |  |  |

| 2019년 12월 19일 | 아모레비에타 (3) | 0–1    | 바다호스 (3) | 아모레비에타-에차노                                              |  |  |
| 19:00            |                  | 리포트 | 포비 62′     | 경기장: Urritxe 관중 수: 350 심판: 호세 알베르토 파데이로 푸엔테 |  |  |
|                  |                  |        |              |                                                                  |  |  |

| 2019년 12월 19일 | 랴고스테라 (3) | 0–1 (연) | 아로 (3)  | 랴고스테라                                                      |  |  |
| 20:00            |                | 리포트   | 두로 118′ | 경기장: 시립 경기장 관중 수: 600 심판: 마르코스 라토레 그라시아 |  |  |
|                  |                |          |           |                                                                 |  |  |

| 2019년 12월 19일 | 라요 마하다온다 (3) | 1–0    | 라싱 페롤 (3) | 마하다온다                                                             |  |  |
| 20:00            | 헤수스 55′          | 리포트 |               | 경기장: 세로 델 에스피노 관중 수: 80 심판: 케빈 하비에르 모레노 무뇨스 |  |  |
|                  |                     |        |               |                                                                        |  |  |

| 2019년 12월 19일 | 라레도 (4) | 0–1    | 우에스카 (2) | 라레도                                                                         |  |  |
| 20:30            |            | 리포트 | 크리스토 82′ | 경기장: 산 로렌소 관중 수: 2,300 심판: 아이토르 고로스테기 페르난데스-오르테가 |  |  |
|                  |            |        |              |                                                                                |  |  |

| 2019년 12월 19일 | 타마라세이테 (4)                      | 3–2 (연) | 알메리아 (2)                | 라스 팔마스                                                        |  |  |
| 20:30            | 테헤라 77′ · 델가도 82′ · 파드론 105′ | 리포트   | 오존와포 25′ · 마라슈 90+1′ | 경기장: 후안 게데스 관중 수: 800 심판: 미겔 앙헬 오르티스 아리아스 |  |  |
|                  |                                       |          |                             |                                                                    |  |  |

| 2019년 12월 19일 | 짐나스틱 (3)                   | 3–1 (연) | 올로트 (3)   | 타라고나                                                              |  |  |
| 20:30            | 마르케스 17′ · 아망 110′, 120′ | 리포트   | 차바리아 30′ | 경기장: 노우 에스타디 관중 수: 1,200 심판: 세르히오 에스크리체 구스만 |  |  |
|                  |                                |          |              |                                                                       |  |  |

| 2019년 12월 19일                                    | 코르넬랴 (3) | 0–0 (연) (4–5 승부차기)                           | 오리우엘라 (3) | 코르넬랴 데 료브레가트                                      |  |  |
| 20:30                                               |              | 리포트                                            |                | 경기장: 누 캄 관중 수: 500 심판: 류이스 베르타르드 세르베라 |  |  |
|                                                     |              | 승부차기                                          |                |                                                             |  |  |
| 라미레스 · 페레스 · 페르난데스 · 데 바운바그 · 나나 |              | 안드레스 · 호세 카를로스 · 료르 · 카세스 · 솔라노 |                |                                                             |  |  |
|                                                     |              |                                                   |                |                                                             |  |  |

| 2019년 12월 19일 | 베세릴 (4) | 0–8    | 레알 소시에다드 (1)                                                                    | 팔렌시아                                                            |  |  |
| 21:00            |            | 리포트 | 르 노르망 37′ · 야누자이 44′, 46′, 63′ · 파르도 49′ · 이사크 68′, 75′ · 바레네체아 69′ | 경기장: 누에바 발레스트라 관중 수: 8,000 심판: 마리오 멜레로 로페스 |  |  |
|                  |            |        |                                                                                        |                                                                     |  |  |

| 2019년 12월 19일 | 로르카 데포르티바 (4) | 0–3    | 오사수나 (1)                                  | 로르카                                                                         |  |  |
| 21:00            |                       | 리포트 | 브란돈 20′ · 메리다 69′ (페널티) · 비야르 75′ | 경기장: 프란시스코 아르테스 카라스코 관중 수: 3,000 심판: 발렌틴 피사로 고메스 |  |  |
|                  |                       |        |                                               |                                                                                |  |  |

| 2019년 12월 19일 | 리나레스 (4) | 1–2    | 지로나 (2)  | 리나레스                                                             |  |  |
| 21:00            | 라라 13′     | 리포트 | 괄 49′, 73′ | 경기장: 리나레호스 관중 수: 3,000 심판: 다마소 아르세디아노 모네시요 |  |  |
|                  |              |        |             |                                                                      |  |  |

| 2020년 1월 8일                               | 메리다 (3)          | 2–2 (연) (3–2 승부차기)                          | 라 누시아 (3)                | 메리다                                                       |  |  |
| 20:30                                        | 메나 49′ · 피노 69′ | 리포트                                           | 포포 35′ (페널티) · 티티 45′ | 경기장: 로마노 관중 수: 1,200 심판: 페르난도 부에노 프리에토 |  |  |
|                                              |                     | 승부차기                                         |                              |                                                              |  |  |
| 피노 · 크리스토 · 폴레이 · 가스파르 · 고메스 |                     | 카사노바 · 에르모사 · 그라시아 · 카베사스 · 포포 |                              |                                                              |  |  |
|                                              |                     |                                                  |                              |                                                              |  |  |

| 2020년 1월 8일 | 폰테베드라 (3) | 0–2    | 이비사 (3)              | 폰테베드라                                                   |  |  |
| 20:30          |                | 리포트 | 그리마 27′ · 로다도 59′ | 경기장: 파사론 관중 수: 1,180 심판: 알렉산드레 알레만 페레스 |  |  |
|                |                |        |                         |                                                              |  |  |

참고
1. 1 2  코미야스와 로그로녜스 (SD)는 두 구단 간의 합의와 스페인 왕립 축구 연맹의 공식 허가 하에 안방 경기를 본래 안방인 문디알 82가 아닌 같은 로그로뇨의 라스 가우나스에서 치렀다.[12]
2. ↑  인테르시티는 본래 안방인 산트 주안 달라칸트의 종합운동장이 스페인 왕립 축구 연맹의 조건을 충족시키지 못해 경기를 마누엘 마르티네스 발레로에서 치렀다.[13]
3. ↑  멘사헤로는 본래 안방 구장인 실베스트레 카리요에 야간 조명이 설치되지 않음에 따라 같은 산타 크루스 데 라 팔마의 로센도 에르난데스에서 경기를 치렀다.[14]
4. ↑  엘 팔마르는 양 구단의 합의와 스페인 왕립 축구 연맹의 허가에 따라 본래 안방인 엘 팔마르의 시립 경기장 대신해 누에바 콘도미나에서 경기를 치르게 되었다.[12]
5. ↑  베르간티뇨스는 안방인 카바요의 아스 에이로아스가 스페인 왕립 축구 연맹의 기준을 충족시키지 못함에 따라 경기를 리아소르에서 치렀다.[13]
6. ↑  멜리야 데포르티보는 양 구단 간의 상호 합의와 스페인 왕립 축구 연맹의 허가에 따라 안방인 멜리야의 라 에스피게라 대신에 알바레스 클라로에서 경기를 치렀다.[12]
7. ↑  페냐 아사그레사는 본래 안방인 아사그라의 미겔 솔라가 스페인 왕립 축구 연맹의 조건을 충족시키지 못함에 따라 대신에 라 플라니야에서 경기를 치렀다.[13]
8. ↑  아틀레티코 안토니아노는 양 구단 간의 합의와 스페인 왕립 축구 연맹의 허가에 따라 본래 안방인 레브리하의 시립 경기장 대신에 베티스의 안방인 베니토 비야마린에서 경기를 치렀다.[12]
9. ↑  베세릴은 양 구단 간의 합의와 스페인 왕립 축구 연맹의 허가에 따라 본래 안방인 베세릴 데 캄포스의 마리아노 아로 대신에 누에바 발레스트라에서 경기를 치렀다.[12]
10. ↑  경기는 2019년 12월 19일 20:45에 시작되어 경기 39분 만에 0-1인 상황에 강풍으로 중단되었다.
11. ↑  경기는 2019년 12월 17일 19:00에 시작되어 경기 18분 만에 0-0인 상황에 폭우으로 중단되었다.

## 2라운드

### 추첨
구단들은 2019-20 시즌의 소속 리그에 따라 4개의 포트로 분류되었다. 테르세라 디비시온 소속 구단들은 라 리가 구단들과 짝지어졌고, 나머지 세군다 디비시온 B와 테르세라 디비시온 구단들은 라 리가와 세군다 디비시온의 구단들과 편성되었다.
| 1포트 테르세라 디비시온 소속 8개 구단, 코파 페데라시온 진출 자격 1개 구단          | 2포트 세군다 디비시온 B 소속 19개 구단 | 3포트 세군다 디비시온 소속 13개 구단                                                                                         | 4포트 라 리가 소속 15개 구단 |
| 카세레뇨 세우타 에스코베도 하엔 무르시아 포르투갈레테 세스타오 타마라세이테 사모라 | 바다호스 바달로나 바라칼도 카르타헤나 쿨투랄 레오네사 에브로 짐나스틱 아로 이비사 바르베야 메리다 오리우엘라 라요 마하다온다 레크레아티보 산 세바스티안 데 로스 레예스 UCAM 무르시아 로그로녜스 (UD) 우니오니스타스 예클라노 | 알바세테 카디스 데포르티보 엘체 푸엔라브라다 지로나 우에스카 라스 팔마스 미란데스 폰페라디나 라요 바예카노 테네리페 사라고사 | 아틀레틱 빌바오 셀타 비고 에이바르 에스파뇰 헤타페 그라나다 레가네스 레반테 마요르카 오사수나 베티스 레알 소시에다드 세비야 바야돌리드 비야레알 |

### 경기 결과
| 2020년 1월 11일 | 사모라 (4) | 0–1    | 마요르카 (1) | 사모라                                                              |  |  |
| 12:00           |            | 리포트 | 페바스 26′   | 경기장: 루타 데 라 플라타 관중 수: 3,306 심판: 발렌틴 피사로 고메스 |  |  |
|                 |            |        |              |                                                                     |  |  |

| 2020년 1월 11일 | 짐나스틱 (3)     | 1–3    | 사라고사 (2)                                                    | 타라고나                                                                   |  |  |
| 12:00           | 바예스테로스 70′ | 리포트 | 로드리게스 7′ (자책골) · 골다르 40′ (자책골) · 파푸나슈빌리 86′ | 경기장: 노우 에스타디 관중 수: 3,681 심판: 다니엘 헤수스 트루히요 수아레스 |  |  |
|                 |                  |        |                                                                 |                                                                            |  |  |

| 2020년 1월 11일 | UCAM 무르시아 (3)     | 2–3 (연) | 미란데스 (2)                                 | 무르시아                                                      |  |  |
| 12:00           | 모레노 36′ · 비티 80′ | 리포트   | 곤살레스 57′ · 비센테 61′ · 알바로 레이 114′ | 경기장: 라 콘도미나 관중 수: 2,000 심판: 루벤 아발로스 바레라 |  |  |
|                 |                       |          |                                              |                                                               |  |  |

| 2020년 1월 11일 | 아로 (3)   | 1–2    | 오사수나 (1)          | 아로                                                         |  |  |
| 12:00           | 부에노 72′ | 리포트 | 비달 76′ · 아빌라 90′ | 경기장: 엘 마소 관중 수: 4,300 심판: 카를로스 델 세로 그란데 |  |  |
|                 |            |        |                       |                                                              |  |  |

| 2020년 1월 11일 | 무르시아 (3) | 0–4    | 레가네스 (1)                              | 무르시아                                                             |  |  |
| 16:00           |              | 리포트 | 카리요 36′, 76′ · 브레이스웨이트 62′, 69′ | 경기장: 누에바 콘도미나 관중 수: 10,777 심판: 다비드 메디에 히메네스 |  |  |
|                 |              |        |                                           |                                                                      |  |  |

| 2020년 1월 11일 | 포르투갈레테 (4) | 0–3    | 베티스 (1)                         | 포르투갈레테                                                              |  |  |
| 16:00           |                  | 리포트 | 모레노 23′ · 로렌 48′ · 호아킨 89′ | 경기장: 라 플로리다 관중 수: 4,985 심판: 에두아르도 프리에토 이글레시아스 |  |  |
|                 |                  |        |                                    |                                                                           |  |  |

| 2020년 1월 11일 | 에브로 (3)   | 1–0 (연) | 폰페라디나 (2) | 사라고사                                                                         |  |  |
| 16:00           | 데 메사 114′ | 리포트   |                | 경기장: 페드로 산초 관중 수: 2,500 심판: 아이토르 고로스테기 페르난데스-오르테가 |  |  |
|                 |              |          |                |                                                                                  |  |  |

| 2020년 1월 11일                          | 이비사 (3) | 1–1 (연) (5–3 승부차기)             | 알바세테 (2) | 이비사                                                      |  |  |
| 17:00                                    | 누녜스 66′ | 리포트                              | 알바로 43′   | 경기장: 칸 미세스 관중 수: 4,345 심판: 이냐키 비칸디 가리도 |  |  |
|                                          |            | 승부차기                            |              |                                                             |  |  |
| 페레스 · 라라 · 곤살로 · 로다도 · 멘도사 |            | 오헤다 · 푸스테르 · 아자뭄 · 올라베 |              |                                                             |  |  |
|                                          |            |                                     |              |                                                             |  |  |

| 2020년 1월 11일                     | 라요 마하다온다 (3) | 1–1 (연) (2–4 승부차기)       | 테네리페 (2) | 마하다온다                                                           |  |  |
| 17:00                               | 메사 56′            | 리포트                        | 루이스 16′   | 경기장: 세로 델 에스피노 관중 수: 800 심판: 호르헤 피게로아 바스케스 |  |  |
|                                     |                     | 승부차기                      |              |                                                                      |  |  |
| 요렌테 · 로데나스 · 풀리도 · 마르틴 |                     | 산타나 · 고메스 · 무어 · 미야 |              |                                                                      |  |  |
|                                     |                     |                               |              |                                                                      |  |  |

| 2020년 1월 11일 | 예클라노 (3) | 1–2    | 엘체 (2)                   | 예클라                                                                    |  |  |
| 17:30           | 알라예토 60′ | 리포트 | 엘 게주아니 21′ · 미야 78′ | 경기장: 라 콘스티투시온 관중 수: 4,000 심판: 다마소 아르세디아노 모네시요 |  |  |
|                 |              |        |                            |                                                                           |  |  |

| 2020년 1월 11일 | 바다호스 (3)              | 2–1    | 라스 팔마스 (2) | 바다호스                                                         |  |  |
| 18:00           | 코레데라 24′ · 라모스 26′ | 리포트 | 로드리게스 53′  | 경기장: 누에보 비베로 관중 수: 14,500 심판: 알바로 모레노 아라곤 |  |  |
|                 |                           |        |                 |                                                                  |  |  |

| 2020년 1월 11일 | 세스타오 (4) | 0–4    | 아틀레틱 빌바오 (1)                   | 세스타오                                                        |  |  |
| 19:00           |              | 리포트 | 비얄리브레 27′, 70′ · 유리 34′, 90+1′ | 경기장: 라스 야나스 관중 수: 7,200 심판: 아드리안 코르데로 베가 |  |  |
|                 |              |        |                                       |                                                                 |  |  |

| 2020년 1월 11일 | 바달로나 (3)                | 2–0    | 헤타페 (1) | 바달로나                                                        |  |  |
| 19:00           | 모레노 85′ · 에스테반 90+3′ | 리포트 |            | 경기장: 시립 경기장 관중 수: 4,384 심판: 안토니오 마테우 라오스 |  |  |
|                 |                             |        |            |                                                                 |  |  |

| 2020년 1월 11일 | 쿨투랄 레오네사 (3)              | 2–1    | 우에스카 (2) | 레온                                                               |  |  |
| 19:00           | 베니토 76′ · 카와야 90′ (페널티) | 리포트 | 라바 7′      | 경기장: 레이노 데 레온 관중 수: 4,820 심판: 고르카 사게스 오스코스 |  |  |
|                 |                                  |        |              |                                                                    |  |  |

| 2020년 1월 11일                                | 레크레아티보 (3) | 0–0 (연) (5–4 승부차기)                              | 푸엔라브라다 (2) | 우엘바                                                                 |  |  |
| 19:00                                          |                  | 리포트                                               |                  | 경기장: 누에보 콜롬비노 관중 수: 5,500 심판: 후안 루이스 풀리도 산타나 |  |  |
|                                                |                  | 승부차기                                             |                  |                                                                        |  |  |
| 리베로 · 모르시오 · 나노 · 마르티네스 · 베르헤 |                  | 리에라 · 시스 · A. 페르난데스 · 레온 · D. 페르난데스 |                  |                                                                        |  |  |
|                                                |                  |                                                      |                  |                                                                        |  |  |

| 2020년 1월 11일 | 카르타헤나 (3)             | 2–4 (연)       | 지로나 (2)                                        | 카르타헤나                                                                     |  |  |
| 19:00           | 마르틴 71′ · 호세 앙헬 75′ | 리포트 리포트] | 소리아노 28′, 112′ · 미켈 90+4′ · 마르티네스 115′ | 경기장: 카르타고노바 관중 수: 6,000 심판: 이시드로 디아스 데 메라 에스쿠데로스 |  |  |
|                 |                            |                |                                                   |                                                                                |  |  |

| 2020년 1월 11일                                | 로그로녜스 (UD) (3) | 1–1 (연) (4–2 승부차기)               | 카디스 (2) | 로그로뇨                                                             |  |  |
| 20:00                                          | 비토리아 89′        | 리포트                                | 케롤 24′   | 경기장: 라스 가우나스 관중 수: 5,000 심판: 호세 안토니오 로페스 토카 |  |  |
|                                                |                     | 승부차기                              |            |                                                                      |  |  |
| 사엔스 · 페레스 · 시디키 · 비토리아 · 에라스티 |                     | 알렉스 · 카르셀렌 · 보디제르 · 가리도 |            |                                                                      |  |  |
|                                                |                     |                                       |            |                                                                      |  |  |

| 2020년 1월 11일 | 타마라세이테 (4) | 0–1    | 그라나다 (1)   | 라스 팔마스                                                            |  |  |
| 21:00           |                  | 리포트 | 푸에르타스 19′ | 경기장: 후안 게데스 관중 수: 800 심판: 리카르도 데 부르고스 벵고에체아 |  |  |
|                 |                  |        |                |                                                                        |  |  |

| 2020년 1월 11일              | 바르베야 (3)      | 1–1 (연) (1–4 승부차기)             | 바야돌리드 (1) | 마르베야                                                                |  |  |
| 21:00                        | 파울루 비투르 39′ | 리포트                              | 위날 86′       | 경기장: 시립 경기장 관중 수: 3,500 심판: 차비에르 에스트라다 페르난데스 |  |  |
|                              |                   | 승부차기                            |                |                                                                         |  |  |
| 엘리아스 · 페레스 · 오스카르 |                   | 위날 · 과르디올라 · 플라노 · 아과도 |                |                                                                         |  |  |
|                              |                   |                                     |                |                                                                         |  |  |

| 2020년 1월 11일 | 오리우엘라 (3) | 1–2 (연) | 비야레알 (1)     | 오리우엘라                                                      |  |  |
| 21:00           | 파야레스 83′   | 리포트   | 제라르 72′, 118′ | 경기장: 로스 아르코스 관중 수: 1,800 심판: 마리오 멜레로 로페스 |  |  |
|                 |                |          |                  |                                                                 |  |  |

| 2020년 1월 12일 | 에스코베도 (4) | 0–5    | 세비야 (1)                                                            | 카마르고                                                          |  |  |
| 12:00           |                | 리포트 | 더 용 17′ · 놀리토 38′ · 오캄포스 57′ · 바스케스 75′ · 올리베르 90+1′ | 경기장: 에우세비오 아르세 관중 수: 1,400 심판: 세사르 소토 그라도 |  |  |
|                 |                |        |                                                                       |                                                                   |  |  |

| 2020년 1월 12일 | 카세레뇨 (4) | 1–2    | 에이바르 (1)                     | 카세레스                                                                   |  |  |
| 12:00           | 토레스 64′   | 리포트 | 레온 79′ · 델가도 90+3′ (자책골) | 경기장: 프린시페 펠리페 관중 수: 6,196 심판: 호세 루이스 곤살레스 곤살레스 |  |  |
|                 |              |        |                                  |                                                                            |  |  |

| 2020년 1월 12일 | 산 세바스티안 데 로스 레예스 (3) | 0–2    | 에스파뇰 (1)                 | 산 세바스티안 데 로스 레예스                                       |  |  |
| 12:00           |                                  | 리포트 | 카예리 45+1′ · 데 토마스 85′ | 경기장: 마타피뇨네라 관중 수: 2,800 심판: 후안 마르티네스 무누에라 |  |  |
|                 |                                  |        |                              |                                                                    |  |  |

| 2020년 1월 12일                                                                                     | 우니오니스타스 (3) | 1–1 (연) (8–7 승부차기)                                                                       | 데포르티보 (2) | 비야레스 데 라 레이나                                                  |  |  |
| 12:00                                                                                               | 기예 63′           | 리포트                                                                                        | 바예 82′       | 경기장: 피스타스 델 엘망티코 관중 수: 3,583 심판: 다니엘 오콘 아라이스 |  |  |
| |                    | 승부차기                                                                                      |                |                                                                        |  |  |
| 공고라 · 데 라 나바 · 로메로 · 기예 안드레스 기예 · 가예고 · 웨슬레이 · 수비리 · 로페스 · 호세 앙헬 |                    | 다 실바 · 시바사키 · 놀라스코아인 · 모예호 · 아케체 · 갈란 · 사야고 · 무자이드 · 람브로풀로스 |                |                                                                        |  |  |
| |                    |                                                                                               |                |                                                                        |  |  |

| 2020년 1월 12일 | 세우타 (4) | 0–4    | 레알 소시에다드 (1)                             | 세우타                                                                 |  |  |
| 16:00           |            | 리포트 | 상가이 55′, 61′ · 야누자이 56′ · 바레네체아 66′ | 경기장: 알폰소 무루베 관중 수: 6,000 심판: 호세 루이스 무누에라 몬테로 |  |  |
|                 |            |        |                                                 |                                                                        |  |  |

| 2020년 1월 12일                                  | 하엔 (4)   | 1–1 (연) (4–5 승부차기)                    | 레반테 (1)        | 하엔                                                                      |  |  |
| 16:00                                            | 마르틴 82′ | 리포트                                     | 세르히오 레온 32′ | 경기장: 라 빅토리아 관중 수: 4,000 심판: 알레한드로 에르난데스 에르난데스 |  |  |
|                                                  |            | 승부차기                                   |                   |                                                                           |  |  |
| 오카냐 · 카스티요 · 루이스 · 마르셀로 · 곤살레스 |            | 캄파냐 · 마르티 · 모랄레스 · 바르디 · 코케 |                   |                                                                           |  |  |
|                                                  |            |                                            |                   |                                                                           |  |  |

| 2020년 1월 12일 | 메리다 (3)          | 1–4    | 셀타 비고 (1)                                    | 메리다                                                       |  |  |
| 16:00           | 폴레이 39′ (페널티) | 리포트 | 미나 22′, 59′ · 시스토 30′ · 멘데스 48′ (페널티) | 경기장: 로마노 관중 수: 7,500 심판: 하비에르 알베롤라 로하스 |  |  |
|                 |                     |        |                                                  |                                                              |  |  |

| 2020년 1월 12일 | 바라칼도 (3) | 0–2    | 라요 바예카노 (2)         | 바라칼도                                                           |  |  |
| 17:00           |              | 리포트 | 포소 14′ · 피오바카리 82′ | 경기장: 라세사레 관중 수: 5,000 심판: 올리베르 데 라 푸엔테 라모스 |  |  |
|                 |              |        |                           |                                                                    |  |  |

## 본선

### 32강 대진표
|  | 32강전               | 32강전               | 32강전               | 32강전               |                      |                 | 16강전          | 16강전 | 16강전 | 16강전 |  |  | 8강전 | 8강전 | 8강전 | 8강전 |  |  | 준결승전 | 준결승전 | 준결승전 | 준결승전 |  |  | 결승전 | 결승전 | 결승전 | 결승전 |
|  |                      |                      |                      |                      |                      |                 |                 |        |        |        |  |  |       |       |       |       |  |  |          |          |          |          |  |  |        |        |        |        |
|  |                      |                      |                      |                      |                      |                 |                 |        |        |        |  |  |       |       |       |       |  |  |          |          |          |          |  |  |        |        |        |        |
|  |                      |                      |                      |                      |                      |                 |                 |        |        |        |  |  |       |       |       |       |  |  |          |          |          |          |  |  |        |        |        |        |
|  | 테네리페             | 테네리페             | 테네리페             | 2                    |                      |                 |                 |        |        |        |  |  |       |       |       |       |  |  |          |          |          |          |  |  |        |        |        |        |
|  | 테네리페             | 테네리페             | 테네리페             | 2                    |                      |                 |                 |        |        |        |  |  |       |       |       |       |  |  |          |          |          |          |  |  |        |        |        |        |
|  | 바야돌리드           | 바야돌리드           | 바야돌리드           | 1                    |                      |                 |                 |        |        |        |  |  |       |       |       |       |  |  |          |          |          |          |  |  |        |        |        |        |
|  | 바야돌리드           | 바야돌리드           | 바야돌리드           | 1                    | 테네리페             | 테네리페        | 테네리페        | 3 (2)  |        |        |  |  |       |       |       |       |  |  |          |          |          |          |  |  |        |        |        |        |
|  |                      |                      |                      |                      | 테네리페             | 테네리페        | 테네리페        | 3 (2)  |        |        |  |  |       |       |       |       |  |  |          |          |          |          |  |  |        |        |        |        |
|  |                      | 아틀레틱 빌바오 (승) | 아틀레틱 빌바오 (승) | 아틀레틱 빌바오 (승) | 3 (4)                |                 |                 |        |        |        |  |  |       |       |       |       |  |  |          |          |          |          |  |  |        |        |        |        |
|  | 엘체                 | 엘체                 | 엘체                 | 아틀레틱 빌바오 (승) | 3 (4)                | 1 (4)           |                 |        |        |        |  |  |       |       |       |       |  |  |          |          |          |          |  |  |        |        |        |        |
|  | 엘체                 | 엘체                 | 엘체                 |                      |                      |                 |                 |        |        |        |  |  |       |       |       |       |  |  |          |          |          |          |  |  |        |        |        |        |
|  | 아틀레틱 빌바오 (승) | 아틀레틱 빌바오 (승) | 아틀레틱 빌바오 (승) | 1 (5)                |                      |                 |                 |        |        |        |  |  |       |       |       |       |  |  |          |          |          |          |  |  |        |        |        |        |
|  | 아틀레틱 빌바오 (승) | 아틀레틱 빌바오 (승) | 아틀레틱 빌바오 (승) | 1 (5)                | 아틀레틱 빌바오      | 아틀레틱 빌바오 | 아틀레틱 빌바오 | 1      |        |        |  |  |       |       |       |       |  |  |          |          |          |          |  |  |        |        |        |        |
|  |                      |                      |                      |                      | 아틀레틱 빌바오      | 아틀레틱 빌바오 | 아틀레틱 빌바오 | 1      |        |        |  |  |       |       |       |       |  |  |          |          |          |          |  |  |        |        |        |        |
|  |                      | 바르셀로나           | 바르셀로나           | 바르셀로나           | 0                    |                 |                 |        |        |        |  |  |       |       |       |       |  |  |          |          |          |          |  |  |        |        |        |        |
|  | 이비사               | 이비사               | 이비사               | 바르셀로나           | 0                    | 1               |                 |        |        |        |  |  |       |       |       |       |  |  |          |          |          |          |  |  |        |        |        |        |
|  | 이비사               | 이비사               | 이비사               |                      |                      |                 |                 |        |        |        |  |  |       |       |       |       |  |  |          |          |          |          |  |  |        |        |        |        |
|  | 바르셀로나           | 바르셀로나           | 바르셀로나           | 2                    |                      |                 |                 |        |        |        |  |  |       |       |       |       |  |  |          |          |          |          |  |  |        |        |        |        |
|  | 바르셀로나           | 바르셀로나           | 바르셀로나           | 2                    | 바르셀로나           | 바르셀로나      | 바르셀로나      | 5      |        |        |  |  |       |       |       |       |  |  |          |          |          |          |  |  |        |        |        |        |
|  |                      |                      |                      |                      | 바르셀로나           | 바르셀로나      | 바르셀로나      | 5      |        |        |  |  |       |       |       |       |  |  |          |          |          |          |  |  |        |        |        |        |
|  |                      | 레가네스             | 레가네스             | 레가네스             | 0                    |                 |                 |        |        |        |  |  |       |       |       |       |  |  |          |          |          |          |  |  |        |        |        |        |
|  | 에브로               | 에브로               | 에브로               | 레가네스             | 0                    | 0               |                 |        |        |        |  |  |       |       |       |       |  |  |          |          |          |          |  |  |        |        |        |        |
|  | 에브로               | 에브로               | 에브로               |                      |                      |                 |                 |        |        |        |  |  |       |       |       |       |  |  |          |          |          |          |  |  |        |        |        |        |
|  | 레가네스             | 레가네스             | 레가네스             | 1                    |                      |                 |                 |        |        |        |  |  |       |       |       |       |  |  |          |          |          |          |  |  |        |        |        |        |
|  | 레가네스             | 레가네스             | 레가네스             | 1                    | 아틀레틱 빌바오 (원) | 1               | 1               | 2      |        |        |  |  |       |       |       |       |  |  |          |          |          |          |  |  |        |        |        |        |
|  |                      |                      |                      |                      | 아틀레틱 빌바오 (원) | 1               | 1               | 2      |        |        |  |  |       |       |       |       |  |  |          |          |          |          |  |  |        |        |        |        |
|  |                      | 그라나다             | 0                    | 2                    | 2                    |                 |                 |        |        |        |  |  |       |       |       |       |  |  |          |          |          |          |  |  |        |        |        |        |
|  | 바다호스             | 바다호스             | 바다호스             | 2                    | 2                    | 3               |                 |        |        |        |  |  |       |       |       |       |  |  |          |          |          |          |  |  |        |        |        |        |
|  | 바다호스             | 바다호스             | 바다호스             |                      |                      |                 |                 |        |        |        |  |  |       |       |       |       |  |  |          |          |          |          |  |  |        |        |        |        |
|  | 에이바르             | 에이바르             | 에이바르             | 1                    |                      |                 |                 |        |        |        |  |  |       |       |       |       |  |  |          |          |          |          |  |  |        |        |        |        |
|  | 에이바르             | 에이바르             | 에이바르             | 1                    | 바다호스             | 바다호스        | 바다호스        | 2      |        |        |  |  |       |       |       |       |  |  |          |          |          |          |  |  |        |        |        |        |
|  |                      |                      |                      |                      | 바다호스             | 바다호스        | 바다호스        | 2      |        |        |  |  |       |       |       |       |  |  |          |          |          |          |  |  |        |        |        |        |
|  |                      | 그라나다 (연)        | 그라나다 (연)        | 그라나다 (연)        | 3                    |                 |                 |        |        |        |  |  |       |       |       |       |  |  |          |          |          |          |  |  |        |        |        |        |
|  | 바달로나             | 바달로나             | 바달로나             | 그라나다 (연)        | 3                    | 1               |                 |        |        |        |  |  |       |       |       |       |  |  |          |          |          |          |  |  |        |        |        |        |
|  | 바달로나             | 바달로나             | 바달로나             |                      |                      |                 |                 |        |        |        |  |  |       |       |       |       |  |  |          |          |          |          |  |  |        |        |        |        |
|  | 그라나다 (연)        | 그라나다 (연)        | 그라나다 (연)        | 3                    |                      |                 |                 |        |        |        |  |  |       |       |       |       |  |  |          |          |          |          |  |  |        |        |        |        |
|  | 그라나다 (연)        | 그라나다 (연)        | 그라나다 (연)        | 3                    | 그라나다             | 그라나다        | 그라나다        | 2      |        |        |  |  |       |       |       |       |  |  |          |          |          |          |  |  |        |        |        |        |
|  |                      |                      |                      |                      | 그라나다             | 그라나다        | 그라나다        | 2      |        |        |  |  |       |       |       |       |  |  |          |          |          |          |  |  |        |        |        |        |
|  |                      | 발렌시아             | 발렌시아             | 발렌시아             | 1                    |                 |                 |        |        |        |  |  |       |       |       |       |  |  |          |          |          |          |  |  |        |        |        |        |
|  | 쿨투랄 레오네사 (연) | 쿨투랄 레오네사 (연) | 쿨투랄 레오네사 (연) | 발렌시아             | 1                    | 2               |                 |        |        |        |  |  |       |       |       |       |  |  |          |          |          |          |  |  |        |        |        |        |
|  | 쿨투랄 레오네사 (연) | 쿨투랄 레오네사 (연) | 쿨투랄 레오네사 (연) |                      |                      |                 |                 |        |        |        |  |  |       |       |       |       |  |  |          |          |          |          |  |  |        |        |        |        |
|  | 아틀레티코 마드리드  | 아틀레티코 마드리드  | 아틀레티코 마드리드  | 1                    |                      |                 |                 |        |        |        |  |  |       |       |       |       |  |  |          |          |          |          |  |  |        |        |        |        |
|  | 아틀레티코 마드리드  | 아틀레티코 마드리드  | 아틀레티코 마드리드  | 1                    | 쿨투랄 레오네사      | 쿨투랄 레오네사 | 쿨투랄 레오네사 | 0 (2)  |        |        |  |  |       |       |       |       |  |  |          |          |          |          |  |  |        |        |        |        |
|  |                      |                      |                      |                      | 쿨투랄 레오네사      | 쿨투랄 레오네사 | 쿨투랄 레오네사 | 0 (2)  |        |        |  |  |       |       |       |       |  |  |          |          |          |          |  |  |        |        |        |        |
|  |                      | 발렌시아 (승)        | 발렌시아 (승)        | 발렌시아 (승)        | 0 (4)                |                 |                 |        |        |        |  |  |       |       |       |       |  |  |          |          |          |          |  |  |        |        |        |        |
|  | 로그로녜스 (UD)      | 로그로녜스 (UD)      | 로그로녜스 (UD)      | 발렌시아 (승)        | 0 (4)                | 0               |                 |        |        |        |  |  |       |       |       |       |  |  |          |          |          |          |  |  |        |        |        |        |
|  | 로그로녜스 (UD)      | 로그로녜스 (UD)      | 로그로녜스 (UD)      |                      |                      |                 |                 |        |        |        |  |  |       |       |       |       |  |  |          |          |          |          |  |  |        |        |        |        |
|  | 발렌시아             | 발렌시아             | 발렌시아             | 1                    |                      |                 |                 |        |        |        |  |  |       |       |       |       |  |  |          |          |          |          |  |  |        |        |        |        |
|  | 발렌시아             | 발렌시아             | 발렌시아             | 1                    | 아틀레틱 빌바오      | 아틀레틱 빌바오 | 아틀레틱 빌바오 | 0      |        |        |  |  |       |       |       |       |  |  |          |          |          |          |  |  |        |        |        |        |
|  |                      |                      |                      |                      | 아틀레틱 빌바오      | 아틀레틱 빌바오 | 아틀레틱 빌바오 | 0      |        |        |  |  |       |       |       |       |  |  |          |          |          |          |  |  |        |        |        |        |
|  |                      | 레알 소시에다드      | 레알 소시에다드      | 레알 소시에다드      | 1                    |                 |                 |        |        |        |  |  |       |       |       |       |  |  |          |          |          |          |  |  |        |        |        |        |
|  | 사라고사             | 사라고사             | 사라고사             | 레알 소시에다드      | 1                    | 3               |                 |        |        |        |  |  |       |       |       |       |  |  |          |          |          |          |  |  |        |        |        |        |
|  | 사라고사             | 사라고사             | 사라고사             |                      |                      |                 |                 |        |        |        |  |  |       |       |       |       |  |  |          |          |          |          |  |  |        |        |        |        |
|  | 마요르카             | 마요르카             | 마요르카             | 1                    |                      |                 |                 |        |        |        |  |  |       |       |       |       |  |  |          |          |          |          |  |  |        |        |        |        |
|  | 마요르카             | 마요르카             | 마요르카             | 1                    | 사라고사             | 사라고사        | 사라고사        | 0      |        |        |  |  |       |       |       |       |  |  |          |          |          |          |  |  |        |        |        |        |
|  |                      |                      |                      |                      | 사라고사             | 사라고사        | 사라고사        | 0      |        |        |  |  |       |       |       |       |  |  |          |          |          |          |  |  |        |        |        |        |
|  |                      | 레알 마드리드        | 레알 마드리드        | 레알 마드리드        | 4                    |                 |                 |        |        |        |  |  |       |       |       |       |  |  |          |          |          |          |  |  |        |        |        |        |
|  | 우니오니스타스       | 우니오니스타스       | 우니오니스타스       | 레알 마드리드        | 4                    | 1               |                 |        |        |        |  |  |       |       |       |       |  |  |          |          |          |          |  |  |        |        |        |        |
|  | 우니오니스타스       | 우니오니스타스       | 우니오니스타스       |                      |                      |                 |                 |        |        |        |  |  |       |       |       |       |  |  |          |          |          |          |  |  |        |        |        |        |
|  | 레알 마드리드        | 레알 마드리드        | 레알 마드리드        | 3                    |                      |                 |                 |        |        |        |  |  |       |       |       |       |  |  |          |          |          |          |  |  |        |        |        |        |
|  | 레알 마드리드        | 레알 마드리드        | 레알 마드리드        | 3                    | 레알 마드리드        | 레알 마드리드   | 레알 마드리드   | 3      |        |        |  |  |       |       |       |       |  |  |          |          |          |          |  |  |        |        |        |        |
|  |                      |                      |                      |                      | 레알 마드리드        | 레알 마드리드   | 레알 마드리드   | 3      |        |        |  |  |       |       |       |       |  |  |          |          |          |          |  |  |        |        |        |        |
|  |                      | 레알 소시에다드      | 레알 소시에다드      | 레알 소시에다드      | 4                    |                 |                 |        |        |        |  |  |       |       |       |       |  |  |          |          |          |          |  |  |        |        |        |        |
|  | 레알 소시에다드      | 레알 소시에다드      | 레알 소시에다드      | 레알 소시에다드      | 4                    | 2               |                 |        |        |        |  |  |       |       |       |       |  |  |          |          |          |          |  |  |        |        |        |        |
|  | 레알 소시에다드      | 레알 소시에다드      | 레알 소시에다드      |                      |                      |                 |                 |        |        |        |  |  |       |       |       |       |  |  |          |          |          |          |  |  |        |        |        |        |
|  | 에스파뇰             | 에스파뇰             | 에스파뇰             | 0                    |                      |                 |                 |        |        |        |  |  |       |       |       |       |  |  |          |          |          |          |  |  |        |        |        |        |
|  | 에스파뇰             | 에스파뇰             | 에스파뇰             | 0                    | 레알 소시에다드      | 레알 소시에다드 | 레알 소시에다드 | 3      |        |        |  |  |       |       |       |       |  |  |          |          |          |          |  |  |        |        |        |        |
|  |                      |                      |                      |                      | 레알 소시에다드      | 레알 소시에다드 | 레알 소시에다드 | 3      |        |        |  |  |       |       |       |       |  |  |          |          |          |          |  |  |        |        |        |        |
|  |                      | 오사수나             | 오사수나             | 오사수나             | 1                    |                 |                 |        |        |        |  |  |       |       |       |       |  |  |          |          |          |          |  |  |        |        |        |        |
|  | 레크레아티보         | 레크레아티보         | 레크레아티보         | 오사수나             | 1                    | 2               |                 |        |        |        |  |  |       |       |       |       |  |  |          |          |          |          |  |  |        |        |        |        |
|  | 레크레아티보         | 레크레아티보         | 레크레아티보         |                      |                      |                 |                 |        |        |        |  |  |       |       |       |       |  |  |          |          |          |          |  |  |        |        |        |        |
|  | 오사수나 (연)        | 오사수나 (연)        | 오사수나 (연)        | 3                    |                      |                 |                 |        |        |        |  |  |       |       |       |       |  |  |          |          |          |          |  |  |        |        |        |        |
|  | 오사수나 (연)        | 오사수나 (연)        | 오사수나 (연)        | 3                    | 레알 소시에다드      | 2               | 1               | 3      |        |        |  |  |       |       |       |       |  |  |          |          |          |          |  |  |        |        |        |        |
|  |                      |                      |                      |                      | 레알 소시에다드      | 2               | 1               | 3      |        |        |  |  |       |       |       |       |  |  |          |          |          |          |  |  |        |        |        |        |
|  |                      | 미란데스             | 1                    | 0                    | 1                    |                 |                 |        |        |        |  |  |       |       |       |       |  |  |          |          |          |          |  |  |        |        |        |        |
|  | 미란데스 (연)        | 미란데스 (연)        | 미란데스 (연)        | 0                    | 1                    | 2               |                 |        |        |        |  |  |       |       |       |       |  |  |          |          |          |          |  |  |        |        |        |        |
|  | 미란데스 (연)        | 미란데스 (연)        | 미란데스 (연)        |                      |                      |                 |                 |        |        |        |  |  |       |       |       |       |  |  |          |          |          |          |  |  |        |        |        |        |
|  | 셀타 비고            | 셀타 비고            | 셀타 비고            | 1                    |                      |                 |                 |        |        |        |  |  |       |       |       |       |  |  |          |          |          |          |  |  |        |        |        |        |
|  | 셀타 비고            | 셀타 비고            | 셀타 비고            | 1                    | 미란데스             | 미란데스        | 미란데스        | 3      |        |        |  |  |       |       |       |       |  |  |          |          |          |          |  |  |        |        |        |        |
|  |                      |                      |                      |                      | 미란데스             | 미란데스        | 미란데스        | 3      |        |        |  |  |       |       |       |       |  |  |          |          |          |          |  |  |        |        |        |        |
|  |                      | 세비야               | 세비야               | 세비야               | 1                    |                 |                 |        |        |        |  |  |       |       |       |       |  |  |          |          |          |          |  |  |        |        |        |        |
|  | 세비야               | 세비야               | 세비야               | 세비야               | 1                    | 3               |                 |        |        |        |  |  |       |       |       |       |  |  |          |          |          |          |  |  |        |        |        |        |
|  | 세비야               | 세비야               | 세비야               |                      |                      |                 |                 |        |        |        |  |  |       |       |       |       |  |  |          |          |          |          |  |  |        |        |        |        |
|  | 레반테               | 레반테               | 레반테               | 1                    |                      |                 |                 |        |        |        |  |  |       |       |       |       |  |  |          |          |          |          |  |  |        |        |        |        |
|  | 레반테               | 레반테               | 레반테               | 1                    | 미란데스             | 미란데스        | 미란데스        | 4      |        |        |  |  |       |       |       |       |  |  |          |          |          |          |  |  |        |        |        |        |
|  |                      |                      |                      |                      | 미란데스             | 미란데스        | 미란데스        | 4      |        |        |  |  |       |       |       |       |  |  |          |          |          |          |  |  |        |        |        |        |
|  |                      | 비야레알             | 비야레알             | 비야레알             | 2                    |                 |                 |        |        |        |  |  |       |       |       |       |  |  |          |          |          |          |  |  |        |        |        |        |
|  | 라요 바예카노 (승)   | 라요 바예카노 (승)   | 라요 바예카노 (승)   | 비야레알             | 2                    | 2 (4)           |                 |        |        |        |  |  |       |       |       |       |  |  |          |          |          |          |  |  |        |        |        |        |
|  | 라요 바예카노 (승)   | 라요 바예카노 (승)   | 라요 바예카노 (승)   |                      |                      |                 |                 |        |        |        |  |  |       |       |       |       |  |  |          |          |          |          |  |  |        |        |        |        |
|  | 베티스               | 베티스               | 베티스               | 2 (2)                |                      |                 |                 |        |        |        |  |  |       |       |       |       |  |  |          |          |          |          |  |  |        |        |        |        |
|  | 베티스               | 베티스               | 베티스               | 2 (2)                | 라요 바예카노        | 라요 바예카노   | 라요 바예카노   | 0      |        |        |  |  |       |       |       |       |  |  |          |          |          |          |  |  |        |        |        |        |
|  |                      |                      |                      |                      | 라요 바예카노        | 라요 바예카노   | 라요 바예카노   | 0      |        |        |  |  |       |       |       |       |  |  |          |          |          |          |  |  |        |        |        |        |
|  |                      | 비야레알             | 비야레알             | 비야레알             | 2                    |                 |                 |        |        |        |  |  |       |       |       |       |  |  |          |          |          |          |  |  |        |        |        |        |
|  | 지로나               | 지로나               | 지로나               | 비야레알             | 2                    | 0               |                 |        |        |        |  |  |       |       |       |       |  |  |          |          |          |          |  |  |        |        |        |        |
|  | 지로나               | 지로나               | 지로나               |                      |                      |                 |                 |        |        |        |  |  |       |       |       |       |  |  |          |          |          |          |  |  |        |        |        |        |
|  | 비야레알             | 비야레알             | 비야레알             | 3                    |                      |                 |                 |        |        |        |  |  |       |       |       |       |  |  |          |          |          |          |  |  |        |        |        |        |
|  | 비야레알             | 비야레알             | 비야레알             | 3                    |                      |                 |                 |        |        |        |  |  |       |       |       |       |  |  |          |          |          |          |  |  |        |        |        |        |

## 32강전

### 추첨
수페르코파 데 에스파냐에 참가한 4개 구단이 우선적으로 하위 리그 구단들과 편성되었다. 그 후, 나머지 하위 구단들이 남은 라 리가 구단들과 짝지어졌다. 32강전 추첨식은 2020년 1월 14일에 진행되었다.
| 1포트 세군다 디비시온 B 소속 8개 구단                                                       | 2포트 수페르코파 데 에스파냐 참가 4개 구단            | 3포트 라 리가 소속 14개 구단 | 4포트 세군다 디비시온 소속 6개 구단                  |
| 바다호스 바달로나 쿨투랄 레오네사 에브로 이비사 레크레아티보 로그로녜스 (UD) 우니오니스타스 | 아틀레티코 마드리드 바르셀로나 레알 마드리드 발렌시아 | 아틀레틱 빌바오 셀타 비고 에이바르 에스파뇰 그라나다 레가네스 레반테 마요르카 오사수나 베티스 레알 소시에다드 세비야 바야돌리드 비야레알 | 엘체 지로나 미란데스 라요 바예카노 테네리페 사라고사 |

### 경기 결과
| 2020년 1월 21일 | 레크레아티보 (3)                       | 2–3 (연) | 오사수나 (1)                              | 우엘바                                                        |  |  |
| 19:00           | 모르시요 13′ · 롱카글리아 45′ (자책골) | 리포트   | 브라샤나츠 76′ · 아빌라 83′ · 페레스 111′ | 경기장: 누에보 콜롬비노 관중 수: 5,000 심판: 헤수스 힐 만사노 |  |  |
|                 |                                        |          |                                           |                                                               |  |  |

| 2020년 1월 21일 | 사라고사 (2)                           | 3–1    | 마요르카 (1) | 사라고사                                                        |  |  |
| 19:00           | 블랑코 48′ · 푸아도 54′ · 리나레스 75′ | 리포트 | 페바스 85′   | 경기장: 라 로마레다 관중 수: 6,000 심판: 안토니오 마테우 라오스 |  |  |
|                 |                                        |        |              |                                                                 |  |  |

| 2020년 1월 21일 | 세비야 (1)                                 | 3–1    | 레반테 (1)   | 세비야                                                                      |  |  |
| 21:00           | 페르난두 13′ · 오캄포스 46′ · 올리베르 78′ | 리포트 | 두아르테 31′ | 경기장: 산체스 피스후안 관중 수: 28,104 심판: 호세 마리아 산체스 마르티네스 |  |  |
|                 |                                            |        |              |                                                                             |  |  |

| 2020년 1월 22일 | 이비사 (3) | 1–2    | 바르셀로나 (1)      | 이비사                                                            |  |  |
| 19:00           | 카발례 9′  | 리포트 | 그리즈만 72′, 90+4′ | 경기장: 칸 미세스 관중 수: 6,500 심판: 파블로 곤살레스 푸에르테스 |  |  |
|                 |            |        |                     |                                                                   |  |  |

| 2020년 1월 22일                                        | 엘체 (2) | 1–1 (연) (4–5 승부차기)                                                 | 아틀레틱 빌바오 (1) | 엘체                                                                        |  |  |
| 19:00                                                  | 피델 41′ | 리포트                                                                  | 윌리암스 5′         | 경기장: 마르티네스 발레로 관중 수: 13,834 심판: 호세 루이스 무누에라 몬테로 |  |  |
|                                                        |          | 승부차기                                                                |                     |                                                                             |  |  |
| 마누엘 · 폴크 · 니노 · 카스미 · 산체스 · 칼보 · 테키오 |          | R. 가르시아 · 무니아인 · 로페스 · 윌리암스 · 비얄리브레 · 유리 · 베스가 |                     |                                                                             |  |  |
|                                                        |          |                                                                         |                     |                                                                             |  |  |

| 2020년 1월 22일 | 로그로녜스 (UD) (3) | 0–1    | 발렌시아 (1) | 로그로뇨                                                           |  |  |
| 21:00           |                     | 리포트 | 고메스 15′   | 경기장: 라스 가우나스 관중 수: 11,152 심판: 아드리안 코르데로 베가 |  |  |
|                 |                     |        |              |                                                                    |  |  |

| 2020년 1월 22일 | 우니오니스타스 (3) | 1–3    | 레알 마드리드 (1)                             | 비야레스 데 라 레이나                                                  |  |  |
| 21:00           | 로메로 57′         | 리포트 | 베일 18′ · 공고라 62′ (자책골) · 브라힘 90+2′ | 경기장: 피스타스 델 엘망티코 관중 수: 4,000 심판: 마리오 멜레로 로페스 |  |  |
|                 |                    |        |                                               |                                                                        |  |  |

| 2020년 1월 22일 | 바달로나 (3) | 1–3 (연) | 그라나다 (1)                                | 바달로나                                                        |  |  |
| 21:00           | 로부스테 58′ | 리포트   | 쾨이바슈 2′ · 고날론 102′ · 페르난데스 110′ | 경기장: 시립 경기장 관중 수: 3,200 심판: 산티아고 하이메 라트레 |  |  |
|                 |              |          |                                             |                                                                 |  |  |

| 2020년 1월 22일 | 테네리페 (2)                     | 2–1    | 바야돌리드 (1) | 산타 크루스 데 테네리페                                                          |  |  |
| 21:00           | 호셀루 67′ · 고메스 86′ (페널티) | 리포트 | 산드로 52′     | 경기장: 엘리오도로 로드리게스 로페스 관중 수: 8,403 심판: 다비드 메디에 히메네스 |  |  |
|                 |                                  |        |                |                                                                                  |  |  |

| 2020년 1월 22일 | 지로나 (2) | 0–3    | 비야레알 (1)                                | 지로나                                                         |  |  |
| 21:00           |            | 리포트 | 푸네스 모리 54′ · 카솔라 70′ · 추쿠에제 72′ | 경기장: 몬틸리비 관중 수: 928 심판: 기예르모 콰드라 페르난데스 |  |  |
|                 |            |        |                                             |                                                                |  |  |

| 2020년 1월 22일 | 레알 소시에다드 (1)           | 2–0    | 에스파뇰 (1) | 산 세바스티안                                                                |  |  |
| 21:00           | 바레네체아 45+1′ · 이사크 62′ | 리포트 |              | 경기장: 레알레 아레나 관중 수: 21,647 심판: 알레한드로 에르난데스 에르난데스 |  |  |
|                 |                               |        |              |                                                                              |  |  |

| 2020년 1월 23일 | 에브로 (3) | 0–1    | 레가네스 (1) | 사라고사                                                               |  |  |
| 19:00           |            | 리포트 | 실바 44′     | 경기장: 페드로 산초 관중 수: 1,800 심판: 호세 루이스 곤살레스 곤살레스 |  |  |
|                 |            |        |              |                                                                        |  |  |

| 2020년 1월 23일 | 미란데스 (2)                        | 2–1 (연) | 셀타 비고 (1) | 미란다 데 에브로                                             |  |  |
| 19:00           | 마테우스 28′ (페널티) · 산체스 114′ | 리포트   | 시스토 74′    | 경기장: 안두바 관중 수: 2,407 심판: 후안 마르티네스 무누에라 |  |  |
|                 |                                     |          |               |                                                              |  |  |

| 2020년 1월 23일 | 쿨투랄 레오네사 (3)          | 2–1 (연) | 아틀레티코 마드리드 (1) | 레온                                                                  |  |  |
| 21:00           | 카스타녜다 83′ · 베니토 108′ | 리포트   | 코레아 62′              | 경기장: 레이노 데 레온 관중 수: 12,252 심판: 하비에르 알베롤라 로하스 |  |  |
|                 |                              |          |                         |                                                                       |  |  |

| 2020년 1월 23일 | 바다호스 (3)                                   | 3–1    | 에이바르 (1)          | 바다호스                                                            |  |  |
| 21:00           | 포비 8′ · 코레데라 21′ (페널티) · 바스케스 72′ | 리포트 | 샤를리스 29′ (페널티) | 경기장: 누에보 비베로 관중 수: 11,864 심판: 카를로스 델 세로 그란데 |  |  |
|                 |                                                |        |                       |                                                                     |  |  |

| 2020년 1월 23일                 | 라요 바예카노 (2)        | 2–2 (연) (4–2 승부차기)       | 베티스 (1)            | 마드리드                                                               |  |  |
| 21:00                           | 카테나 47′ · 마르틴 118′ | 리포트                        | 호아킨 84′ · 로렌 97′ | 경기장: 바예카스 관중 수: 11,800 심판: 리카르도 데 부르고스 벵고에체아 |  |  |
|                                 |                          | 승부차기                      |                       |                                                                        |  |  |
| 수아레스 · 포소 · 사울 · 카테나 |                          | 호아킨 · 로렌 · 알레냐 · 테요 |                       |                                                                        |  |  |
|                                 |                          |                               |                       |                                                                        |  |  |

## 16강

### 추첨
라 리가에 소속된 6개 구단들이 우선 하위 리그 구단들과 짝지어졌다. 그 후, 남은 라 리가 구단들이 맞대결을 펼치도록 편성되었다. 16강 추첨은 2020년 1월 24일에 진행되었다.
| 1포트 세군다 디비시온 B 소속 2개 구단 | 2포트 세군다 디비시온 소속 4개 구단      | 3포트 라 리가 소속 10개 구단                                                                                 |
| 바다호스 쿨투랄 레오네사              | 미란데스 라요 바예카노 테네리페 사라고사 | 아틀레틱 빌바오 바르셀로나 그라나다 레가네스 오사수나 레알 마드리드 레알 소시에다드 세비야 발렌시아 비야레알 |

### 경기 결과
| 2020년 1월 28일               | 테네리페 (2)                                     | 3–3 (연) (2–4 승부차기)                                   | 아틀레틱 빌바오 (1)               | 산타 크루스 데 테네리페                                                               |  |  |
| 21:00                         | 호셀루 8′ (페널티), 21′ · 고메스 105+1′ (페널티) | 리포트                                                    | 윌리암스 17′, 54′ · 베르치체 118′ | 경기장: 엘리오도로 로드리게스 로페스 관중 수: 17,482 심판: 파블로 곤살레스 푸에르테스 |  |  |
|                               |                                                  | 승부차기                                                  |                                   |                                                                                       |  |  |
| 산스 · 나우엘 · 호셀루 · 무어 |                                                  | R. 가르시아 · 무니아인 · 베스가 · 마르티네스 · 비얄리브레 |                                   |                                                                                       |  |  |
|                               |                                                  |                                                           |                                   |                                                                                       |  |  |

| 2020년 1월 29일                 | 쿨투랄 레오네사 (3) | 0–0 (연) (2–4 승부차기)           | 발렌시아 (1) | 레온                                                              |  |  |
| 19:00                           |                     | 리포트                            |              | 경기장: 레이노 데 레온 관중 수: 12,448 심판: 발렌틴 피사로 고메스 |  |  |
|                                 |                     | 승부차기                          |              |                                                                   |  |  |
| 메누도 · 베니토 · 피친 · 몬테스 |                     | 코클랭 · 솔레르 · 고메스 · 파레호 |              |                                                                   |  |  |
|                                 |                     |                                   |              |                                                                   |  |  |

| 2020년 1월 29일 | 라요 바예카노 (2) | 0–2    | 비야레알 (1)          | 마드리드                                                               |  |  |
| 19:00           |                   | 리포트 | 니노 84′ · 카솔라 85′ | 경기장: 바예카스 관중 수: 7,500 심판: 에두아르도 프리에토 이글레시아스 |  |  |
|                 |                   |        |                       |                                                                        |  |  |

| 2020년 1월 29일 | 바다호스 (3)                 | 2–3 (연) | 그라나다 (1)                                    | 바다호스                                                       |  |  |
| 21:00           | 바스케스 8′ · 카바예로 90+3′ | 리포트   | A. 마르티네스 1′ · 솔다도 86′ · 페르난데스 109′ | 경기장: 누에보 비베로 관중 수: 14,898 심판: 세사르 소토 그라도 |  |  |
|                 |                              |          |                                                 |                                                                |  |  |

| 2020년 1월 29일 | 사라고사 (2) | 0–4    | 레알 마드리드 (1)                                    | 사라고사                                                                |  |  |
| 21:00           |              | 리포트 | 바란 6′ · 바스케스 32′ · 비니시우스 72′ · 벤제마 79′ | 경기장: 라 로마레다 관중 수: 31,500 심판: 호세 루이스 곤살레스 곤살레스 |  |  |
|                 |              |        |                                                      |                                                                         |  |  |

| 2020년 1월 29일 | 레알 소시에다드 (1)            | 3–1    | 오사수나 (1) | 산 세바스티안                                                           |  |  |
| 19:00           | 이사크 33′, 69′ · 외데고르 61′ | 리포트 | 카르도나 36′ | 경기장: 레알레 아레나 관중 수: 31,236 심판: 호세 루이스 무누에라 몬테로 |  |  |
|                 |                                |        |              |                                                                         |  |  |

| 2020년 1월 30일 | 바르셀로나 (1)                                          | 5–0    | 레가네스 (1) | 바르셀로나                                                       |  |  |
| 19:00           | 그리즈만 4′ · 랑글레 27′ · 메시 59′, 89′ · 아르투르 77′ | 리포트 |              | 경기장: 캄 노우 관중 수: 43,216 심판: 기예르모 콰드라 페르난데스 |  |  |
|                 |                                                         |        |              |                                                                  |  |  |

| 2020년 1월 30일 | 미란데스 (2)                       | 3–1    | 세비야 (1)   | 미란다 데 에브로                                           |  |  |
| 21:00           | 마테우스 7′, 30′ · 알바로 레이 85′ | 리포트 | 놀리토 90+1′ | 경기장: 안두바 관중 수: 4,500 심판: 산티아고 하이메 라트레 |  |  |
|                 |                                    |        |              |                                                            |  |  |

## 8강전

### 추첨
8개 구단은 별도의 분류 없이 추첨되었는데, 안방에서 경기를 치를 구단은 추첨 순서에 따라 결정되었다. 미란데스는 세군다 디비시온의 최후 생존 구단임에 따라, 규정에 의해 상대와 무관하게 안방 경기를 치르는 것이 확정되었다. 8강전 추첨은 2020년 1월 31일에 진행되었다.

### 경기 결과
| 2020년 2월 4일 | 그라나다 (1)              | 2–1    | 발렌시아 (1) | 그라나다                                                                           |  |  |
| 21:00          | 솔다도 3′, 90+4′ (페널티) | 리포트 | 로드리고 40′ | 경기장: 누에보 로스 카르메네스 관중 수: 16,551 심판: 호세 루이스 곤살레스 곤살레스 |  |  |
|                |                           |        |              |                                                                                    |  |  |

| 2020년 2월 5일 | 미란데스 (2)                                                             | 4–2    | 비야레알 (1)                         | 미란다 데 에브로                                                    |  |  |
| 21:00          | 마테우스 17′ · 메르켈란스 45+3′ (페널티) · 오나인디아 58′ · 산체스 90+2′ | 리포트 | 온티베로스 32′ · 카솔라 55′ (페널티) | 경기장: 안두바 관중 수: 4,428 심판: 리카르도 데 부르고스 벵고에체아 |  |  |
|                |                                                                          |        |                                      |                                                                     |  |  |

| 2020년 2월 6일 | 레알 마드리드 (1)                        | 3–4    | 레알 소시에다드 (1)                         | 마드리드                                                                 |  |  |
| 19:00          | 마르셀루 59′ · 호드리구 81′ · 나초 90+3′ | 리포트 | 외데고르 22′ · 이사크 54′, 56′ · 메리노 69′ | 경기장: 산티아고 베르나베우 관중 수: 64,012 심판: 안토니오 마테우 라오스 |  |  |
|                |                                          |        |                                             |                                                                          |  |  |

| 2020년 2월 6일 | 아틀레틱 빌바오 (1)     | 1–0    | 바르셀로나 (1) | 빌바오                                                           |  |  |
| 21:00          | 부스케츠 90+3′ (자책골) | 리포트 |                | 경기장: 산 마메스 관중 수: 49,154 심판: 후안 마르티네스 무누에라 |  |  |
|                |                         |        |                |                                                                  |  |  |

## 준결승전
준결승전 추첨식은 2020년 2월 7일에 진행되었다.

### 요약
| 팀 1                | 합계     | 팀 2         | 1차전 | 2차전 |
| ------------------- | -------- | ------------ | ----- | ----- |
| 레알 소시에다드 (1) | 3–1      | 미란데스 (2) | 2–1   | 1–0   |
| 아틀레틱 빌바오 (1) | 2–2 (원) | 그라나다 (1) | 1–0   | 1–2   |

### 1차전
| 아틀레틱 빌바오 | 1–0    | 그라나다 |
| --------------- | ------ | -------- |
| 무니아인 42′    | 리포트 |          |

| 레알 소시에다드                       | 2–1    | 미란데스     |
| ------------------------------------- | ------ | ------------ |
| 오야르사발 9′ (페널티) · 외데고르 42′ | 리포트 | 마테우스 39′ |

### 2차전
| 미란데스 | 0–1    | 레알 소시에다드         |
| -------- | ------ | ----------------------- |
|          | 리포트 | 오야르사발 41′ (페널티) |

합계 3-1로 레알 소시에다드가 결승전에 진출함
| 그라나다                    | 2–1    | 아틀레틱 빌바오 |
| --------------------------- | ------ | --------------- |
| 페르난데스 48′ · 헤르만 76′ | 리포트 | 베르치체 81′    |

합계 2-2로, 아틀레틱 빌바오가 원정 다득점 원칙에 따라 결승전에 진출함

## 결승전
결승전은 본래 2020년 4월 18일에 열릴 예정이었으나, 코로나19 범유행에 따라 2021년 4월 3일로 연기되었다.
| 아틀레틱 빌바오 | 0–1    | 레알 소시에다드         |
| --------------- | ------ | ----------------------- |
|                 | 리포트 | 오야르사발 63′ (페널티) |

## 득점 집계
| 순위 | 선수                | 득점 | 구단            |
| ---- | ------------------- | ---- | --------------- |
| 1    | 알렉산데르 이사크   | 7    | 레알 소시에다드 |
| 2    | 마테우스            | 6    | 미란데스        |
| 3    | 유리 베르치체       | 4    | 아틀레틱 빌바오 |
| 3    | 산티 카솔라         | 4    | 비야레알        |
| 3    | 아드난 야누자이     | 4    | 레알 소시에다드 |
| 3    | 로베르토 솔다도     | 4    | 그라나다        |
| 7    | 카를로스 바카       | 3    | 비야레알        |
| 7    | 안데르 바레네체아   | 3    | 레알 소시에다드 |
| 7    | 세르히오 베니토     | 3    | 쿨투랄 레오네사 |
| 7    | 기도 카리요         | 3    | 레가네스        |
| 7    | 샤를리스            | 3    | 에이바르        |
| 7    | 파블로 데 블라시스  | 3    | 에이바르        |
| 7    | 카를로스 페르난데스 | 3    | 그라나다        |
| 7    | 앙투안 그리즈만     | 3    | 바르셀로나      |
| 7    | 호셀루              | 3    | 테네리페        |
| 7    | 마르틴 외데고르     | 3    | 레알 소시에다드 |
| 7    | 미켈 오야르사발     | 3    | 레알 소시에다드 |
| 7    | 알바로 레이         | 3    | 미란데스        |
| 7    | 이냐키 윌리암스     | 3    | 아틀레틱 빌바오 |

## 참고
1. ↑  이 경기는 스페인의 코로나19 범유행에 따라 무관중 경기로 진행되었다.